# Fultògraf

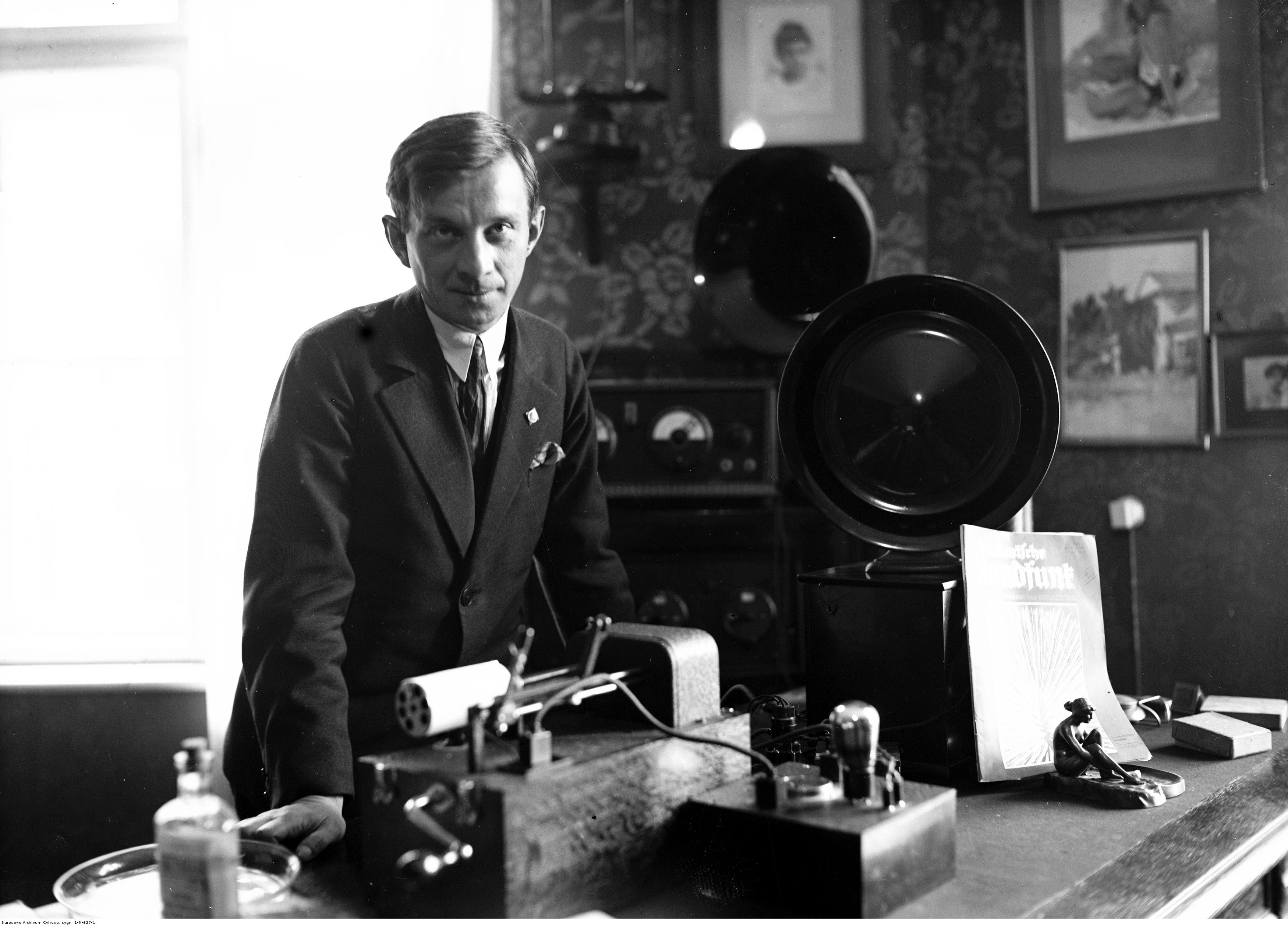
Witold Wilkosz amb un fultògraf.

El fultògraf (pronunciat com "fotografia") va ser un dispositiu de recepció d'imatges primerenc i mecànic, similar en funció a les màquines de fax. Rep les senyals de la presa d'altaveus d'un receptor de ràdio i utilitz un procés electroquímic per enfosquir àrees d'un paper especial, sensibilitzat i embolicat en un tambor que gira. Fou un invent d'Otho Fulton, el sistema es va utilitzar durant un període breu a finals de la dècada de 1920 per transmetre imatges a les llars per ràdio. Les mateixes màquines eren cares (22 £ 15 s 0 d el 1928) i requerien un bon receptor per funcionar.

## Mecanisme
El fultògraf s'assemblava a un fonògraf estàndard, allotjat en una caixa de roure fumat o de salze. Presentava un mànec de bobina, una molla doble, un llapis i un cilindre d'aliatge sobre el qual es col·locava el paper. El paper es tractava prèviament amb una solució de iodur de potassi i midó.
El senyal de ràdio entrant es convertia en senyal elèctric, dirigit al paper. Una reacció electroquímica feia que el iode de potassi tingués una reacció d'oxidació-reducció en iode, que després reacciona amb el midó per generar un color fosc.

## Història
Fulton va patentar la màquina el 1927 i, en col·laboració amb Thomas Thorne Baker i W. Watson and Son, va establir 'Wireless Pictures Ltd' el 1928, una empresa dedicada a produir i comercialitzar el fultògraf.
La BBC va emetre imatges de fultògraf en 759 programes entre 1929 i 1932. Emetia unes 10 imatges al dia des de diverses emissores.
El primer sistema de sònar ASDIC va utilitzar una versió modificada per enregistrar els seus ecos, fet que va permetre predir trajectòries submarines i generar una predicció precisa del punt en què es podien allliberar les càrregues de profunditat. Va començar a l'Admiralty Research Laboratory l'any 1928, originàriament servia només per a la investigació d'ecos i reverberacions.